# Сандвайсс, Эллен
Э́ллен Сандва́йсс (англ. Ellen Sandweiss; род. 30 декабря 1958, Детройт, Мичиган) — американская актриса

, певица, танцовщица

, фотомодель и продюсер.

## Биография и карьера
Эллен Сандвайсс родилась 30 декабря 1958 года в Детройте (штат Мичиган, США). Она окончила Среднюю школу Гроувс и Мичиганский университет.
Она получила известность, сыграв сестру Эша Уильямса, Шерил, в культовом фильме ужасов 1981 года «Зловещие мертвецы». После съёмок в фильме она ушла из карьеры на более чем 20 лет. В 2006 году Сандвайсс сыграла в «Песочнице Сатаны». В следующем году она появилась в «Меня зовут Брюс». В 2013 году Сандвайсс сыграла камео-роль в фильме Сэма Рэйми «Оз: Великий и Ужасный». В 2016 году Сандвайсс сыграла роль Шерил Уильямс в «Эш против зловещих мертвецов». Её героиня была перерождена мёртвой после того, как кандарский демон вернул её с помощью её фотографии. Сандвайсс выступала в музыкальном театре в качестве танцовщицы и поп-певицы, а также в шоу одной еврейской музыки.
Сандвайсс в разводе с Мэттом Ходжесом, от которого у неё есть две дочери — актриса Джесси Ходжес и Али Ходжес.

## Фильмография
| Год       |   | Русское название             | Оригинальное название     | Роль          |
| --------- | - | ---------------------------- | ------------------------- | ------------- |
| 1978      | ф | В лесах                      | Within the Woods          | Эллен         |
| 1981      | ф | Зловещие мертвецы            | The Evil Dead             | Шерил         |
| 2006      | ф | Песочница Сатаны             | Satan's Playground        | Пола          |
| 2007      | ф | Меня зовут Брюс              | My Name Is Bruce          | Шерил         |
| 2013      | ф | Оз: Великий и Ужасный        | Oz the Great and Powerful | камео         |
| 2015—2018 | с | Эш против зловещих мертвецов | Ash vs Evil Dead          | Шерил Уильямс |